# Xevuan
Xevuan es una distribución de Linux que proporciona a los usuarios un entorno informático basado en Devuan con el entorno de escritorio Xfce.
Su país de origen y sede actual es Sudáfrica. 

## Características
- Al ser una derivada de Devuan su sistema de inicio no es systemd sino SysV.
- Su entorno de escritorio es Xfce lo que hace a la distribución ligera y recomendable para equipos de bajos recursos.
- Como modo de instalación usa la Instalación Clásica de Debian.
- Al ser derivado de Devuan su gestor de paquetes es APT.[3]

## Algunas de las aplicaciones que se pueden encontrar en Xevuan
- Vlc. Reproductor multimedia.
- Firefox. Navegador web.
- Synaptic. Centro de software, gestor de paquetes.
- Telegram. Programa de comunicación.
- Thunar. Gestor de archivos.
- Terminal Xfce. Emulador de terminal.
- Xarchiver. Archivador.
- Ristretto. Gestor de imágenes.
- GParted. Gestor de discos.